# Chỉ dẫn địa lý
Chỉ dẫn địa lý (tiếng Anh: geographical indication hay GI) là những chỉ dẫn về hàng hóa bắt nguồn từ một quốc gia, khu vực hay địa phương; nguồn gốc địa lý của chúng bảo đảm chất lượng, danh tiếng hoặc đặc tính bản địa.

## Lịch sử

### Chỉ dẫn nguồn gốc và tên gọi xuất xứ hàng hóa
Bảo hộ chỉ dẫn địa lý được bắt đầu ở Pháp vào đầu thế kỷ 20 với những vấn đề liên quan tới hai thuật ngữ “chỉ dẫn nguồn gốc” (Indication of source) và “tên gọi xuất xứ hàng hoá” (Appllations of orgin).
Thuật ngữ “chỉ dẫn nguồn gốc” xuất hiện sớm nhất, từ xa xưa, được hình thành từ việc gắn các dấu hiệu trên sản phẩm để phân biệt sản phẩm hàng hoá trong quá trình lưu thông trên thị trường. Những dấu hiệu này xác định được người tạo ra sản phẩm, cũng có thể xác định nơi tạo ra sản phẩm. 
Chỉ dẫn nguồn gốc được đề cập đầu tiên trong Công ước Paris (1883) về bảo hộ quyền sở hữu công nghiệp tuy nhiên vẫn chưa rõ khái niệm và dấu hiệu của chỉ dẫn nguồn gốc. Đến năm 1981, Thoả ước Madrid về đăng ký quốc tế nhãn hiệu hàng hóa quốc tế đã quy định về chỉ dẫn nguồn gốc khá rõ: “Bất kì sản phẩm nào mang chỉ dẫn sai lệch và lừa dối mà qua đó, một trong số các quốc gia thành viên của Thoả ước Madrid hoặc một địa điểm tại nước đó được chỉ dẫn trực tiếp hoặc gián tiếp là nước hoặc địa điểm xuất xứ hàng nhập khẩu vào bất kì quốc gia thành viên nào của thảo ước đều bị tịch thu”. Đến đây, chỉ dẫn nguồn gốc mới chỉ quy định là dấu hiệu chỉ dẫn chính xác về một quốc gia hoặc một địa điểm trong một quốc gia mà tại đó, hàng hoá được tạo ra, chứ chưa có khái niệm rõ ràng, và cũng chưa xuất hiện thuật ngữ "chỉ dẫn địa lý".
Thuật ngữ “xuất xứ hàng hoá” cũng xuất hiện lần đầu tiên trong công ước Paris. Mãi đến năm 1958, khi hiệp định Lisbon về bảo hộ và đăng ký quốc tế tên gọi xuất xứ hàng hoá ra đời mới đưa ra khái niệm về tên gọi xuất xứ hàng hoá. Điều 2 của hiệp định nêu rõ “Tên gọi xuất xứ hàng hoá là tên địa lý của nước, khu vực hoặc vùng lãnh thổ dùng để chỉ đẫn cho sản phẩm bắt nguồn từ khu vực đó, có chất lượng hoặc những tính chất đặc thù riêng biệt xuất phát từ môi trường địa lý, bao gồm yếu tố tự nhiên và con người”.
Cũng theo hiệp định Lisbon, tên gọi xuất xứ hàng hoá đảm bảo 4 điều kiện: tên gọi xuất xứ hàng hoá là tên gọi của một khu vực địa lý hoặc một quốc gia cụ thể; tên gọi xuất xứ hàng hoá phải có chức năng chỉ dẫn về nguồn gốc hàng hoá; hàng hoá mang tên gọi xuất xứ hàng hoá phải có chất lượng, tích chất đặc thù riêng; chất lượng và tính chất đặc thù phải có mối liên hệ với môi trường địa lý.  

### Chỉ dẫn địa lý
Đến năm 1994, thuật ngữ "chỉ dẫn địa lý" (geographical indications) mới chính thức xuất hiện trên cơ sở "chỉ dẫn nguồn gốc" và "tên gọi xuất xứ hàng hóa", được quy định tại khoản 1 điều 22 hiệp định TRIP: “chỉ dẫn địa lý là những chỉ dẫn về hàng hoá bắt nguồn từ lãnh thổ của một thành viên hoặc từ khu vực hay địa phương thuộc lãnh thổ đó, có chất lượng, uy tín hoặc đặc tính nhất định chủ yếu do xuất xứ địa lý”.   
Hiệp định TRIPS về những vấn đề liên quan đến thương mại của Quyền Sở hữu Trí tuệ được ban hành, đã thiết lập các tiêu chuẩn để quy định về bảo hộ và thực thi sở hữu trí tuệ quốc tế, xây dựng các tiêu chuẩn quốc tế tối thiểu đối với chỉ dẫn địa lý. Từ đây, bảo hộ chỉ dẫn địa lý đã thừa nhận trên phạm vi quốc tế.  
Một sản phẩm, dịch vụ hàng hóa được coi là chỉ dẫn địa lý phải đạt được ba điều kiện sau:
- Có dấu hiệu (bao gồm từ ngữ, hình ảnh,...) để chỉ ra được sản phẩm đó mang chỉ dẫn địa lý được bảo hộ bắt nguồn từ lãnh thổ của quốc gia nào hoặc thuộc khu vực địa phương nào của lãnh thổ quốc gia đó.
- Có nguồn gốc từ quốc gia hoặc từ khu vực, địa phương mà hàng hoá đó được xác định mang chỉ dẫn địa lý.
- Có chất lượng, uy tín hoặc đặc tính nhất định chủ yếu do quốc gia hay khu vực địa phương đã được chỉ dẫn là nơi hàng hoá bắt nguồn quy định.

## Ví dụ tại các quốc gia

### Hoa Kỳ
Chỉ dẫn địa lý tại Hoa Kỳ được bảo hộ dưới dạng: nhãn hiệu thông thường, nhãn hiệu chứng nhận và nhãn hiệu tập thể. Trong đó, nhãn hiệu chứng nhận là hình thức pháp lý được xem là phù hợp nhất với chỉ dẫn địa lý.
Khái niệm về nhãn hiệu chứng nhận được quy định tại chương 15, điều 1127, Lanham Act: “Nhãn hiệu chứng nhận là bất kỳ chữ, tên gọi, biểu tượng, hình vẽ hoặc sự kết hợp các yếu tố đó đã được sử dụng hoặc có ý định sử dụng trong hoạt động thương mại bởi một người không phải là chủ sở hữu nhãn hiệu, được chủ sở hữu đăng ký nhằm mục đích cho phép người khác sử dụng và nộp đơn đăng ký bảo hộ nhằm chứng nhận rằng hàng hoá và dịch vụ mang nhãn có nguồn gốc khu vực hoặc nguồn gốc khác, có nguyên liệu, cách thức sản xuất, chất lượng, sự chính xác hoặc đặc tính khác của hàng hóa hay dịch vụ của người nào đó hoặc chứng nhận quy trình và cách thức sản xuất hàng hoá và dịch vụ được thực hiện bởi các thành viên của hiệp hội hoặc tổ chức khác”.

### Việt Nam

#### Tên gọi xuất xứ hàng hóa
Tên gọi xuất xứ hàng hoá lần đầu tiên xuất hiện tại Việt Nam vào năm 1989 trong Pháp lệnh bảo hộ quyền sở hữu công nghiệp, và được đưa vào điều 786 Bộ luật dân sự 1995: “Tên gọi xuất xứ hàng hoá là tên địa lý của nước, địa phương dùng để chỉ xuất xứ của hàng hoá từ nước, địa phương đó với điều kiện mặt hàng này có tính chất, chất lượng đặc thù dựa trên các điều kiện địa lý độc đáo và ưu việt, bao gồm yếu tố tự nhiên, con người hoặc kết hợp cả hai yếu tố đó.”
Ở Việt Nam, tên gọi xuất xứ hàng hoá cần có bốn điều kiện: tên gọi xuất xứ hàng hoá phải là tên chính thức và đang được sử dụng tại một quốc gia, một địa phương xác định trên bản đồ địa lý; hàng hoá mang tên gọi xuất xứ phải có xuất xứ từ nước, địa phương đã được xác định mang tên gọi xuất xứ hàng hoá; hàng hoá mang tên gọi xuất xứ hàng hoá phải có chất lượng, tích chất đặc thù riêng; chất lượng và tính chất đặc thù phải có mối liên hệ với môi trường địa lý. 
Tên gọi xuất xứ hàng hoá được dùng ở Việt Nam từ năm 1989 đến năm 2005 khi Luật Sở hữu trí tuệ Việt Nam có hiệu lực. Luật sở hữu trí tuệ 2005 đã bỏ thuật ngữ tên gọi xuất xứ hàng hoá thống nhất chỉ sử dụng thuật ngữ chỉ dẫn địa lý. Theo đó, chỉ dẫn địa lý là dấu hiệu dùng để chỉ sản phẩm có nguồn gốc từ khu vực, địa phương, vùng lãnh thổ hay quốc gia cụ thể.

#### Chỉ dẫn địa lý
Ở Việt Nam, chỉ dẫn địa lý được quy định lần đầu tiên tại Nghị định 54/2000/CP-NĐ ngày 3/10/2000:
“1. Chỉ dẫn địa lý được bảo hộ là thông tin về nguồn gốc địa lý của hàng hoá đáp ứng đủ các điều kiện sau đây:
a) Thể hiện dưới dạng một từ ngữ, dấu hiệu, biểu tượng hoặc hình ảnh, dùng để chỉ một quốc gia hoặc một vùng lãnh thổ, địa phương thuộc một quốc gia;
b) Thể hiện trên hàng hoá, bao bì hàng hoá hay giấy tờ giao dịch liên quan tới việc mua bán hàng hoá nhằm chỉ dẫn rằng hàng hoá nói trên có nguồn gốc tại quốc gia, vùng lãnh thổ hoặc địa phương mà đặc trưng về chất lượng, uy tín, danh tiếng hoặc các đặc tính khác của loại hàng hoá này có được chủ yếu là do nguồn gốc địa lý tạo nên.
2. Nếu chỉ dẫn địa lý là tên gọi xuất xứ hàng hoá thì việc bảo hộ được thực hiện theo quy định của pháp luật hiện hành về tên gọi xuất xứ hàng hoá.”
Tính đến hết năm 2013, có 40 sản phẩm được bảo hộ chỉ dẫn địa lý tại Việt Nam.